# Allium sarawschanicum
Allium sarawschanicum — вид рослин з родини амарилісових (Amaryllidaceae); поширений в Афганістані, пн. Ірані, Туркменістані, Таджикистані, Узбекистані.

## Поширення
Поширений в Афганістані, північному Ірані, Туркменістані, Таджикистані, Узбекистані.